# Armeria multiceps
Armeria multiceps är en triftväxtart som beskrevs av Carl Karl Friedrich Wilhelm Wallroth. Armeria multiceps ingår i släktet triftar, och familjen triftväxter. Inga underarter finns listade i Catalogue of Life.